# Акинфовица
Акинфовица — деревня в Грязовецком районе Вологодской области.
Входит в состав Юровского муниципального образования, с точки зрения административно-территориального деления — в Юровский сельсовет.
Расстояние по автодороге до районного центра Грязовца — 21,5 км, до центра муниципального образования Юрово — 1,5 км. Ближайшие населённые пункты — Криводино, Юрово, Савкино.
По переписи 2002 года население — 4 человека.